# MESSENGER
MESSENGER (MErcury Surface, Space ENvironment, GEochemistry and Ranging) a fost o sondă spațială robotică americană de 485 kilograme care s-a aflat pe orbită în jurul planetei Mercur. A fost lansată de NASA la 3 august 2004 pentru a studia compoziția chimică, geologia și câmpul magnetic al planetei Mercur. Stația spațială a început să se rotească pe o orbită în jurul planetei mercur la 17 martie 2011. Deși programul misiunii era prevăzut să se termine în martie 2012, acesta a fost prelungit de două ori, permițând obținerea de imagini și date deosebit de detaliate.
Misiunea MESSENGER a luat sfârșit pe 30 aprilie 2015, după ce sonda spațială a folosit ultimul combustibil și s-a prăbușit prin impact pe suprafața planetei Mercur. Impactul nu a putut fi urmărit de pe Pământ, deoarece a avut loc pe partea nevăzută a planetei.